# Redinha
Redinha é uma povoação portuguesa sede da Freguesia de Redinha do Município de Pombal, freguesia com 42,08 km² de área e 1869 habitantes (censo de 2021), tendo, por isso, uma densidade populacional de 44,4 hab./km².
Localiza-se na zona nordeste do Município de Pombal.

## História
Foi vila e sede de concelho entre 1159 e 1842. Este era constituído pelas freguesias de Redinha e Tapéus e tinha, em 1801, 1848 habitantes.
Habitada desde a romanização, teve o seu primeiro foral em 1159 que foi concedido por D. Gualdim Pais, mestre da Ordem dos Cavaleiros Templários.
Em 29 de janeiro de 1186 o papa Urbano III faz seguir a bula Intelleximus ex autentico ao mestre e cavaleiros da Ordem do Templo para lhes confirmar as igrejas de Pombal, Ega e Redinha, construídas nas terras que lhes doara D. Afonso Henriques e toma-as debaixo da protecção da Santa Sé.
No século XIV com a extinção da Ordem do Templo passou para a Ordem de Cristo.
Teve foral novo, outorgado por D. Manuel I, a 16 de maio de 1513, iniciando-se um período de prosperidade que veio a terminar com as invasões francesas. É hoje uma das freguesias mais importantes no panorama turístico concelhio.
Foi sede de concelho. Tinha edifício de Câmara, Prisão e Forca, tudo isto até às Invasões Francesas. Com este acontecimento todas as autoridades fugiram para Pombal, daí que deixou de ser concelho.
Ligou-se a Pombal no ano de 1842, do qual seria desmembrado por Decreto de Lei de 7 de setembro de 1895 para integrar o de Soure; mas voltou definitivamente para o concelho de Pombal por vontade da população pelo Decreto de 13 de janeiro de 1998.
Sobre a toponímia desta freguesia, algumas pessoas dizem que veio de Roda, passando a Rodinha e posteriormente a Redinha.
Situa-se no extremo Nordeste do concelho, na confluência deste concelho com os de Soure e Ansião, estendendo-se pela vertente Norte e Oeste da Serra de Sicó.
No primeiro quartel do século XX, Redinha era descrita pelo Guia de Portugal como uma “povoação muito pitoresca com os seus moinhos movidos pela corrente do Anços, afluente de Arunca. À entrada da vila, ponte de pedra de três arcos de grande antiguidade”. Crê-se que aqui existiu uma cidade romana, da qual existem bastantes vestígios inexplorados no século VIII.
Foi um fluorescente concelho, com edifício da câmara, cadeia, forca e o seu pelourinho de cabeça cúbica e levado sobre um escadório poligonal de cinco degraus.

## Demografia
A população registada nos censos foi:
| Distribuição da População por Grupos Etários | Distribuição da População por Grupos Etários | Distribuição da População por Grupos Etários | Distribuição da População por Grupos Etários | Distribuição da População por Grupos Etários |
| -------------------------------------------- | -------------------------------------------- | -------------------------------------------- | -------------------------------------------- | -------------------------------------------- |
| Ano                                          | 0-14 Anos                                    | 15-24 Anos                                   | 25-64 Anos                                   | > 65 Anos                                    |
| 2001                                         | 308                                          | 287                                          | 1175                                         | 593                                          |
| 2011                                         | 254                                          | 185                                          | 1097                                         | 581                                          |
| 2021                                         | 177                                          | 176                                          | 887                                          | 629                                          |

## Localidades
Localidades da Freguesia de Redinha:
Agudos - Alvito - Anços - Arrancada - Arroteia - Barbosa - Barreiras - Bernardos - Boavista - Cabeço da Pena Redonda - Cabeço dos Corutos - Caeiro -Carramanha - Caruncho - Charneca - Corredoural - Costa do Alvito - Covão da Figueira - Ereiras - Estrada de Anços - Galiana - Gonçalinha - Gravio - Jagardo - Lâmpada - Martingança - Marco do Sul - Montais - Montalegre - Monte do Meio - Monte do Parabelo - Monte do Poio - Outeiro da Forca - Outeiro de Já Vou - Passada Má - Pelónia - Poio Velho - Poios - Pousadas Vedras - Quinta do Durão - Quinta do Tojal - Redinha - Senhora da Estrela - Vale de Sorsa - Vale do Poio - Vale Fetos - Vale Mansos - Vale Mouro - Zambujal

## Património
- Abrigo com gravuras rupestres no Vale do Poio Novo
- Castelo da Redinha
- Pelourinho de Redinha
- Igreja de Nossa Senhora da Conceição ou Igreja Matriz de Redinha
- Núcleo Museológico e Etnográfico do Rancho Folclórico da Redinha
- Capela de Nossa Senhora da Estrela